# Mistrzostwa Polski w Snowboardzie 2017
Mistrzostwa Polski w snowboardzie 2017 odbyły się 8 marca 2017 roku w Suchym, koło Zakopanego.

## Wyniki

### Kobiety

#### Slalom równoległy
| Pozycja | Zawodnik            | Klub         | Przejazd 1 | Przejazd 2 | Najlepszy | Strata |
| ------- | ------------------- | ------------ | ---------- | ---------- | --------- | ------ |
|         | Karolina Sztokfisz  | AZS Zakopane | 24.43      | 24.27      | 48.70     | -      |
|         | Aleksandra Michalik | AZS Zakopane | 24.33      | 24.92      | 49.25     | +0.55  |
|         | Natalia Ficek       | AZS Zakopane | 25.16      | 24.16      | 49.32     | +0.62  |

#### Slalom gigant równoległy
| Pozycja | Zawodnik            | Klub         | Przejazd 1 | Przejazd 2 | Najlepszy | Strata |
| ------- | ------------------- | ------------ | ---------- | ---------- | --------- | ------ |
|         | Weronika Biela      | AZS Zakopane | 43.82      | 45.09      | 1:28.91   | -      |
|         | Karolina Sztokfisz  | AZS Zakopane | 44.98      | 45.82      | 1:30.80   | +1.89  |
|         | Aleksandra Michalik | AZS Zakopane | 45.49      | 46.26      | 1:31.75   | +2.84  |

### Mężczyźni

#### Slalom równoległy
| Pozycja | Zawodnik                 | Klub         | Przejazd 1 | Przejazd 2 | Najlepszy | Strata |
| ------- | ------------------------ | ------------ | ---------- | ---------- | --------- | ------ |
|         | Michał Nowaczyk          | AZS Zakopane | 21.81      | 22.25      | 44.06     | -      |
|         | Tomasz Kowalczyk         | AZS Zakopane | 21.93      | 22.72      | 44.65     | +0.59  |
|         | Daniel Andrzej Gąsienica | AZS Zakopane | 22.47      | 22.76      | 45.23     | +1.17  |

#### Slalom gigant równoległy
| Pozycja | Zawodnik                 | Klub         | Przejazd 1 | Przejazd 2 | Najlepszy | Strata |
| ------- | ------------------------ | ------------ | ---------- | ---------- | --------- | ------ |
|         | Michał Nowaczyk          | AZS Zakopane | 42.35      | 42.48      | 1:24.83   | -      |
|         | Oskar Kwiatkowski        | AZS Zakopane | 43.41      | 41.67      | 1:25.08   | +0.25  |
|         | Daniel Andrzej Gąsienica | AZS Zakopane | 42.52      | 43.22      | 1:25.74   | +0.91  |
|         | Tomasz Kowalczyk         | AZS Zakopane | 42.46      | 43.28      | 1:25.74   | +0.91  |